# Aktywność kofaktora rystocetyny
Aktywność kofaktora rystocetyny (vWF:RCo, R:Cof) – jedno z badań wykonywanych celem oceny udziału czynnika von Willebranda w adhezji płytek krwi do ściany uszkodzonego naczynia. Kofaktorem rystocetyny jest właśnie czynnik von Willebranda znajdujący się w próbce krwi chorego.

## Metodyka[2]
Jest to test czynnościowy określający zdolność czynnika von Willebranda do interakcji z prawidłowymi płytkami krwi w obecności rystocetyny. Rystocetyna jest w tym przypadku substancją pośredniczącą w wiązaniu czynnika z płytkową glikoproteiną Ib. Oznaczenie in vitro nie odzwierciedla ściśle aktywności czynnika w warunkach fizjologicznych i charakteryzuje się dużą zmiennością wyniku (20–30%) nawet w obrębie jednego laboratorium, mimo to, jest testem powszechnie stosowanym i uznanym w diagnostyce wstępnej choroby von Willebranda i różnicowaniu typów choroby.
Wartości prawidłowe mieszczą się w przedziale 50–150 IU/dl (50–150%). Za 1 IU przyjmuje się aktywność czynnika w 1 ml prawidłowego świeżego osocza uzyskanego ze zmieszania w stosunku 9:1 z 3,2% cytrynianem sodu.

## Diagnostyka[1]
W chorobie von Willebranda aktywność kofaktora rystocetyny jest zmniejszona w różnym stopniu, choć może być prawidłowa w podtypie 2N. Oznaczenie wykonuje się celem potwierdzenia wstępnie postawionego rozpoznania choroby po odnotowaniu nieprawidłowych wyników badań przesiewowych lub istotnego podejrzenia klinicznego. Celem różnicowania typu 1 i 2 choroby konieczna może być interpretacja wyniku w połączeniu z oznaczeniem stężenia czynnika von Willebranda (vWF:Ag).
Poziom poniżej 30 IU/dl pozwala postawić pewne rozpoznanie, choć w niektórych typach choroby obserwuje się poziom 30-50 IU/dl.

## Rola w leczeniu choroby von Willebranda[2]
Korekcja vWF:RCo pozwala ocenić skuteczność leczenia desmopresyną.
Sposób leczenia substytucyjnego osoczopochodnymi koncentratami czynnika VIII zależny jest od stosunku vWF:RCo do stężenia czynnika VIII. Optymalnym rozwiązaniem są preparaty o stosunku przekraczającym 1. W Polsce stosuje się preparat z współczynnikiem 0,5.